# Camp de Schrödinger

Equació de Schrödinger de la mecànica quàntica (1927).

Equació de Schrödinger independent del temps en una dimensió

En mecànica quàntica i teoria quàntica de camps, un camp de Schrödinger, que rep el nom d'Erwin Schrödinger, és un camp quàntic que obeeix a l'equació de Schrödinger. Tot i que qualsevol situació descrita per un camp de Schrödinger també es pot descriure mitjançant una equació de Schrödinger de molts cossos per a partícules idèntiques, la teoria de camps és més adequada per a situacions en què el nombre de partícules canvia.
Un camp de Schrödinger també és el límit clàssic d'un camp de Schrödinger quàntic, una ona clàssica que satisfà l'equació de Schrödinger. A diferència de la funció d'ona de la mecànica quàntica, si hi ha interaccions entre les partícules, l'equació serà no lineal. Aquestes equacions no lineals descriuen el límit d'ona clàssic d'un sistema de partícules idèntiques en interacció.
La integral de camí d'un camp de Schrödinger també es coneix com a integral de camí d'estat coherent, perquè el propi camp és un operador d'aniquilació els estats propis del qual es poden considerar estats coherents de les oscil·lacions harmòniques dels modes de camp.
Els camps de Schrödinger són útils per descriure la condensació de Bose-Einstein, l'equació de superconductivitat de Bogolyubov–de Gennes, la superfluidesa i la teoria de molts cossos en general. També són un formalisme alternatiu útil per a la mecànica quàntica no relativista.
Un camp de Schrödinger és el límit no relativista d'un camp de Klein-Gordon.

## Resum
Un camp de Schrödinger és un camp quàntic on els quants obeeixen l'equació de Schrödinger. En el límit clàssic, es pot entendre com l'equació d'ona quantificada d'un condensat de Bose Einstein o d'un superfluid.

### Camp lliure
{\displaystyle L=\psi ^{\dagger }\left(i{\partial  \over \partial t}+{\nabla ^{2} \over 2m}\right)\psi .}
Quan {\displaystyle \psi } és un camp valorat complex en una integral de camí, o equivalentment un operador amb relacions de commutació canònica, descriu una col·lecció de bosons no relativistes idèntics. Quan {\displaystyle \psi } és un camp valorat de Grassmann, o equivalentment un operador amb relacions canòniques anti-commutació, el camp descriu fermions idèntics.

### Potencial extern
Si les partícules interaccionen amb un potencial extern {\displaystyle V(x)}, la interacció fa una contribució local a l'acció:
{\displaystyle S=\int _{xt}\psi ^{\dagger }\left(i{\partial  \over \partial t}+{\nabla ^{2} \over 2m}\right)\psi -\psi ^{\dagger }(x)\psi (x)V(x).}
Equació de Schrödinger no lineal
Un cas especial d'interacció amb funció delta {\displaystyle V(x_{1},x_{2})=\lambda \delta (x_{1}-x_{2})} està àmpliament estudiat i es coneix com l'equació de Schrödinger no lineal. Com que les interaccions sempre ocorren quan dues partícules ocupen el mateix punt, l'acció de l'equació de Schrödinger no lineal és local:
{\displaystyle S=\int _{x}\psi ^{\dagger }\left(i{\partial  \over \partial t}+{\nabla ^{2} \over 2m}\right)\psi +\lambda \int _{x}\psi ^{\dagger }\psi ^{\dagger }\psi \psi }

### Equació de Schrödinger no lineal
Un cas especial d'interacció amb funció delta {\displaystyle V(x_{1},x_{2})=\lambda \delta (x_{1}-x_{2})} està àmpliament estudiat i es coneix com l'equació de Schrödinger no lineal. Com que les interaccions sempre ocorren quan dues partícules ocupen el mateix punt, l'acció de l'equació de Schrödinger no lineal és local:
{\displaystyle S=\int _{x}\psi ^{\dagger }\left(i{\partial  \over \partial t}+{\nabla ^{2} \over 2m}\right)\psi +\lambda \int _{x}\psi ^{\dagger }\psi ^{\dagger }\psi \psi }